# Buddy Wise
Robert „Buddy“ Wise (* 20. Februar 1928 in Topeka; † 5. Juli 1955 in Las Vegas) war ein US-amerikanischer Jazzmusiker (Tenorsaxophon) der späten Swingära.
Wise spielte ab den 1940er-Jahren in populären Bigbands, mit 17 Jahren bei Mal Hallett, mit dem auch 1944 erste Aufnahmen entstanden („Boston Tea Party“, V-Disc). Ab Oktober 1945 arbeitete er bei Gene Krupa and His Orchestra, ab 1950 bei Woody Herman and His Orchestra in dessen Third Herd und 1951/52 bei Ray Anthony. Zusammen mit Virgil Gonsalves, mit dessen Sextett Ende September 1954 in Los Angeles letzte Aufnahmen entstanden, legte Wise die 78er-Schallplatte Love Me or Leave Me vor. Im Bereich des Jazz war er zwischen 1944 und 1954 an 89 Aufnahmesessions beteiligt. In dieser Zeit wirkte er auch bei Aufnahmen von Nat King Cole mit. Buddy Wise starb im Juli 1955 in Las Vegas mit 27 Jahren.